# کاروان سواره

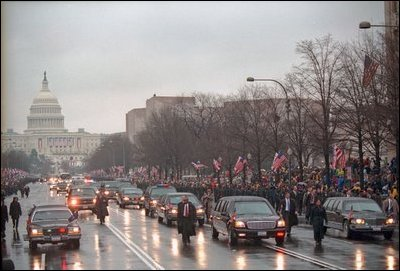
کاروان خودروهای همراه رئیس‌جمهور آمریکا در سال ۲۰۰۱

کاروان سواره به زنجیره‌ای از سواره‌ها یا خودروها گفته می‌شود که معمولاً برای همراهی و محافظت صاحب‌منصب یا فردی مهم به‌راه می‌افتند. به کاروان سواره متشکل از خودروها، اسکورت خودرو، کاروان خودرو یا اسکورت اتوموبیل‌ها هم گفته می‌شود.
کاروان‌های سواره در قدیم گروه کلان از سواران و گروهی برگزیده از سپاهیان و گروه محافظان پادشاه یا رئیس‌جمهور یا سایر مقامات بلندپایه بودند که در رکاب برای شوکت و حشمت می‌رفتند.